# Rio Cabur (Tigre)
O rio Cabur (Curdo: Xabûr, Turco: Habur) é um rio que começa no Uludere distrito da província de Şırnak, na região da Anatólia Oriental que consiste em uma combinação de pequenos rios que fluem para fora de Montes Tauro no sul-leste de Hakkari. Ele flui geralmente para o sul atravessando a Turquia e o Iraque., em seguida, na fronteira do Iraque, muda de direção e vai para Zakho e divide-se ao meio (o rio Khabur não deve ser confundido com seu principal afluente do Hezil Suiu).